# Gouais blanc

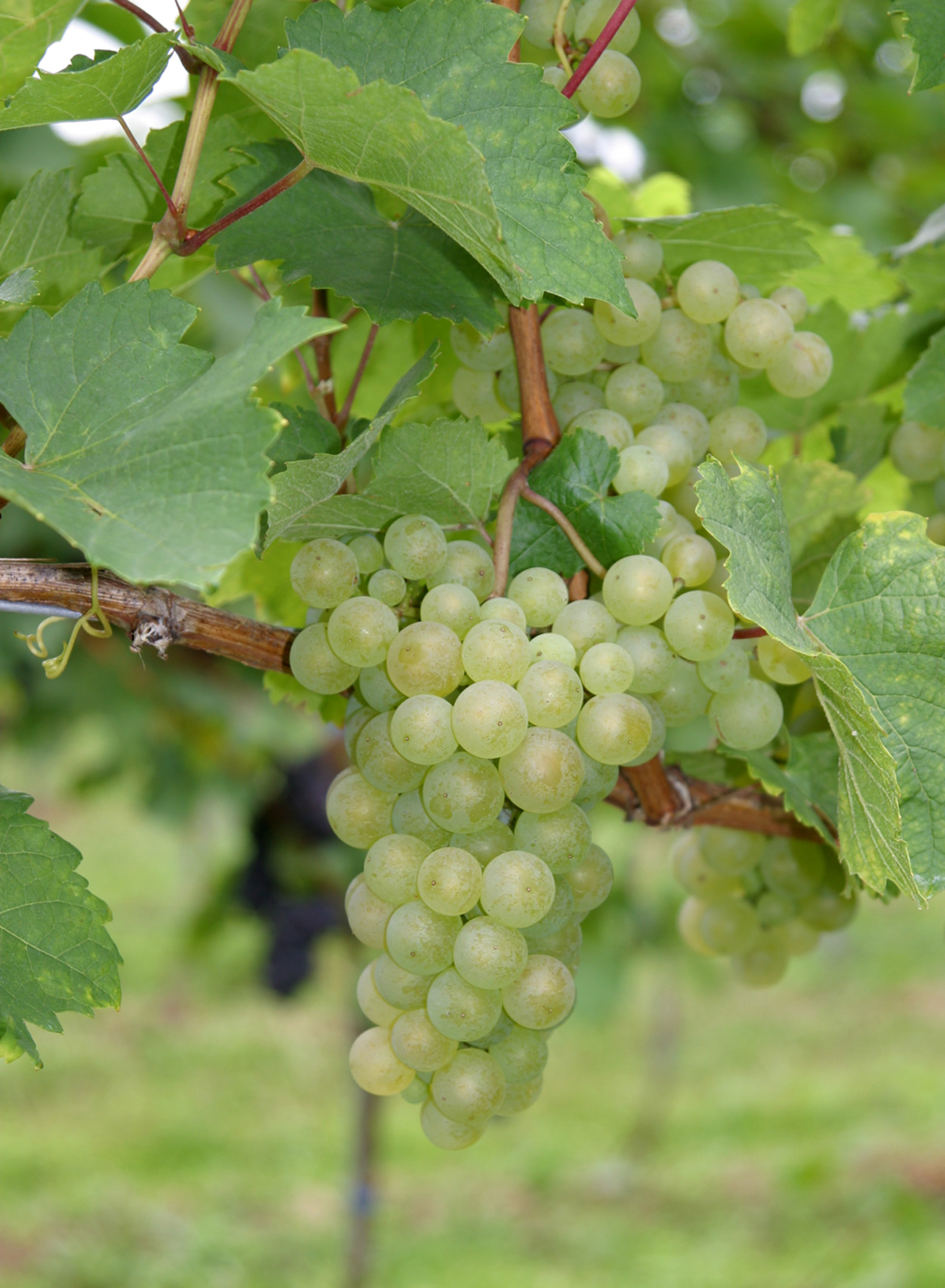
Hrozen odrůdy Gouais blanc

Gouais blanc (Heunisch weiss) je starobylá moštová odrůda révy vinné (Vitis vinifera), dnes pěstovaná pouze na malých plochách převážně na východě Evropy.
Po celý středověk, až do poloviny 19. století, byla jednou z nejhojněji pěstovaných odrůd v Evropě. Poskytovala sice nepříliš kvalitní vína, jako kvantitativní odrůda však dávala vysoké výnosy a přitom byla nenáročná a odolná. Proto ji měli v oblibě zejména poddaní, kteří vyráběným vínem platili daně a desátky.
Název „Gouais“ je ostatně odvozen od starého francouzského přídavného jména gou, což byl poněkud výsměšný termín, přisuzující odrůdě a vínu roli podřadného pití pro sedláky.
Společně s rodinou odrůd Tramín a Pinot je odrůda Gouais blanc považována za základ moderních středoevropských odrůd. Je rodičem mnoha známých a kvalitních evropských odrůd révy. Genetické výzkumy ukazují, že nejméně 75 dnes pěstovaných odrůd vzniklo spontánním křížením této odrůdy s rodinou odrůd Pinot, jako příklad lze uvést odrůdy Aligoté, Chardonnay či Gamay. Úspěšnost a množství kříženců je vysvětlováno tím, že rodiče jsou geneticky velmi odlišní (rodina Pinot pochází z Burgundska, zatímco Gouais blanc odněkud z Panonie) a na vinohradech centrální Francie se obě odrůdy několik století pěstovaly vedle sebe. Odrůda Ryzlink rýnský je naproti tomu křížencem odrůd Gouais blanc x Tramín.